# 女狐 (1967年の映画)
『女狐』（めぎつね、The Fox）は、1967年製作のカナダ・アメリカ映画。原作はD・H・ローレンスの小説『狐』。

## ストーリー
ジル・バンフォードとエレン・マーチは、カナダの片田舎にある孤立した農場で苦労しながら養鶏で生計をたてていた。木を切り、柵を修理し、鶏を襲うキツネを追い払う（エレンには射殺するまでは出来なかった）といった重労働をこなす自立した女性エレンに対し、エレンに依存するジルは専ら家事と経理を担っていた。ジルは隔離された生活に満足していたが、エレンは孤独を持て余していた。
冬の終り、農場の元所有者で現在は亡くなっている祖父を訪ねて船乗りのポール・グレンフェルがやって来た。村に戻って宿を探すという彼にジルが泊まるといいと提案し、エレンも同意した。翌日ポールは仕事を手伝うと申し出て、休暇中彼女たちの家に滞在する事になった。初めは良好な共同生活を営んでいた3人だったが、ポールがエレンにプロポーズした事で三者間の緊張が一気に高まっていく。ジルはポールは農場を乗っ取ろうとしているだけで、目的を果したらあなたは捨てられるとエレンを説得した。
その夜ポールはキツネを待ち伏せして射殺する。ジルはポールに今後どうするつもりかと尋ねた。ポールは農場に同居するつもりであったが、ジルは断固拒絶した。ポールはそれならばバーモントに戻ると主張した。出発の直前ポールとエレンは愛し合う。ポールは1週間、少なくとも2週間後には戻ると言い残して去っていた。しかしエレンはジルを置き去りにすることは出来ないと、結婚を断る手紙をポール宛てに書いた。やがて険悪になっていた女たちの関係は修復し、再び普段の生活に帰っていった。
納屋の側に醜く捩れたオークの老木が立っており、かつて切り倒すか倒さないかで2人の意見が対立していた。エレンはまだ生きているからと反対していた。エレンが折れて2人でその老木を切り倒そうとしている時に、思いがけずポールが帰って来た。彼は仕事の続きを終らせると申し出て「まだ生きているのに可哀想にな」と木に語りかけながら斧をふるった。ポールはジルが立っている方向に木が倒れる可能性があるからと移動するよう警告したが、ジルは言うことを聞かず木の下敷きになって死亡した。エレンは農場を売り、ポールと共に新しい人生を始めるために旅立つ。

## 製作
ローレンスの短編小説を映画化するにあたり、脚本のルイス・ジョン・カリーノとハワード・コッチは1960年代の観客に物語がより伝わりやすくなるよう、舞台を1918年のイングランドから現代（当時）のカナダに移す選択をした。
ロケーション撮影はオンタリオ州ラスケイの農場で、スタジオ撮影は主にオンタリオ州クレインバーグで行われた。
「ザット・ナイト」はラロ・シフリン作曲、ノーマン・ギンベル作詞で、サリー・スティーブンスが歌った。
アメリカでは映画協会の定めるヘイズ・コード廃止の直後に公開され、ヌード、オナニー、ポールとエレンの性行為、2人の女性の肉体関係の場面を含んでいる。初公開時にはR指定され、1973年の再編集後はPG指定となった。

## キャスト
- ジル・バンフォード：サンディ・デニス
- エレン・マーチ：アン・ヘイウッド
- ポール・グレンフェル：キア・デュリア

## サウンドトラック
音楽はラロ・シフリンが作・編曲し、指揮を執った。1968年にサウンドトラックアルバムがワーナー・ブラザース・レコード・レーベルから発売された。

### 収録曲
作曲は全てラロ・シフリン
1. 女狐のテーマ (Theme from the Fox) - 2:26
2. 深霜の森 (Frost Trees) - 2:19
3. 柔らかな肌 (Soft Clay) - 1:58
4. エレンのイメージ (Ellen's Image) - 3:27
5. 枯れ葉 (Dead Leaf) - 2:50
6. フォックスホール (Foxhole) - 2:11
7. ザット・ナイト (That Night、作詞: ノーマン・ギンベル、歌: サリー・スティーブンス) - 2:39
8. フォックステイル (Foxtail) - 2:11
9. ポールの想い出 (Paul's Memories) - 2:04
10. ロール・イット・オーヴァー (Roll It Over、作詞: ギンベル、歌: アン・ヘイウッド) - 2:17
11. 震える唇 (Trembling) - 2:40
12. 淋しい道 (Lonely Road) - 2:04
13. 氷柱の滴 (Dripping Icicles) - 3:02

## 評価
ニューヨーク・タイムズのレナータ・アドラーは「優れた、興味深い映画」と評し「テンポと弱められて不自然な色調は、多くの場面が様々な陰影の中で撮影されていることと相まって、誰もが落ち着かない気味の悪い感覚を覚え、むしろ『禁じられた情事の森』の雰囲気を思わせる」と続けた。
シカゴ・サンタイムズのロジャー・イーバートは「静かで力強い傑作」と言い「題材を理由に『女狐』を観に行ってはいけないし、同じ理由のために敬遠してもいけない。シカゴの保守反動的な検閲官に妨害された場面は、静かな趣きと人間性への直観的な見識で映像化されている。（中略）デニス嬢は荒唐無稽になりかねない難しい役を担ったが、（中略）しかし、彼女は上手く演じきった。デュリアはこれまで演じてきたどの役より力強かった。『リサの瞳のなかに』以来、自信のない弱々しい役ばかりが廻ってくるという状況に陥っていたが、今回は支配的な役を演じ成功を収めている。そして彼は相応しい女性、ヘイウッド嬢に出会う。」と付け加えた。
TVガイドは「D・H・ローレンスの短編小説の偏った脚色」と呼び、5つ中3つ星の評価であった。

## 興行収入
1969年5月、ロジャー・イーバートによるアン・ヘイウッド、レイモンド・ストロス夫妻へのインタビューに答えて、ストロスは『女狐』は現在（当時）までに世界中で1400万ドルを稼ぎ、最終的な売り上げは1600万ドルになるだろうと語った。制作費については冗談めかして100万57ドルと答えており、この57ドルが何処に行ったのか未だに分からないと続けた（ヘイウッドによれば台所の流しに消えた）。

## 受賞とノミネート
カナダで製作されたため、第25回ゴールデングローブ賞の最優秀外国映画賞（英語）を受賞した。また脚本賞と監督賞の候補者に指名され、アン・ヘイウッドはゴールデングローブ賞 主演女優賞 (ドラマ部門)にノミネートされた。